# Mišík (planetka)
(18456) Mišík je planetka hlavního pásu. Velká poloosa dráhy činí 2,2610923 astronomických jednotek, doba oběhu trvá 3,4 roku. Planetka má absolutní hvězdnou velikost 14,7 mag a měří v průměru okolo pěti kilometrů. Objevili ji 8. března 1995 Miloš Tichý a Jana Tichá na hvězdárně Kleť. Pojmenovali ji podle zpěváka Vladimíra Mišíka, který má také narozeniny 8. března a ředitelka observatoře je jeho obdivovatelkou: „Mám hudbu pana Mišíka moc ráda, v některých písničkách se navíc objevují až astronomické souvislosti jako večernice a horké ruce hvězd.“ Mezinárodní astronomická unie pojmenování schválila jako mezinárodně závazné v květnu 2014.